# Consejo de Representantes de Irak
El Consejo de Representantes de Irak (en idioma árabe مجلس النواب العراقي) es la Cámara Baja del Parlamento de Irak según la actual Constitución promulgada en el año 2005.
El Consejo de Representantes de Irak tiene el mismo nombre en árabe (مجلس النواب, transcrito como Majlis al-Nuwwab) que tienen las Cámaras Bajas de los Parlamentos de otros países árabes como Baréin, Marruecos, Jordania y Yemen; y que tienen también los Parlamentos unicamerales de Líbano y Túnez. Sin embargo, en otros idiomas como el inglés, se usan diversos términos para traducir ese nombre o título oficial; el más adecuado es el de Consejo de Representantes. 
El artículo 48 de la Constitución estipula la cantidad de miembros que debe tener el Consejo; estableciendo que deberá haber un diputado por cada 100.000 ciudadanos iraquíes. En la actualidad el Consejo de Representantes está formado por un total de 328 diputados elegidos por el pueblo iraquí mediante sufragio universal, directo y secreto cada cuatro años (en la primera legislatura se componía de 275 diputados, y en la segunda de 325, pero sucesivas reformas a la Ley Electoral han modificado el número total).
En el sistema de gobierno Parlamentario y Federal establecido por la Constitución vigente, se estipula que el Consejo de Representantes tiene el poder y la responsabilidad de elegir a todos los miembros del Poder Ejecutivo de la Nación.
El artículo 68 de la Constitución dispone que el Presidente de la República debe ser elegido por una mayoría de al menos dos tercios de los diputados del Consejo de Representantes en una primera vuelta; pero sí ningún candidato obtiene esa mayoría en la primera ronda, los dos más votados competirán en una segunda vuelta donde resultará elegido el que obtenga los votos del mayor número de diputados.
El artículo 74 de la Constitución estipula que el presidente de la República debe asignar la misión de formar un Gabinete al candidato a primer ministro del bloque o grupo político que tenga mayor cantidad de diputados en el Consejo de Representantes. El Presidente deberá hacer la asignación dentro de los quince días siguientes a la primera reunión de cada nuevo Consejo de Representantes electo.
El candidato a primer ministro tendrá un plazo máximo de treinta días desde su asignación por el presidente para nombrar a los ministros de su Gabinete y para diseñar su Plataforma Ministerial (su programa de gobierno); y luego deberá presentarse ante el Consejo de Representantes y pedir su apoyo o confianza. Se entenderá que el Consejo de Representantes le ha otorgado su confianza y que por lo tanto el primer ministro y sus Ministros han sido elegidos; cuando cada uno de sus Ministros sea aprobado o ratificado de forma individual, y cuando su Plataforma Ministerial sea aprobada por la mayoría absoluta del Consejo de Representantes (por lo menos la mitad más uno de los diputados del Consejo). Como el Consejo se compone actualmente de un total de 328 diputados, se requiere el voto favorable de un mínimo de 165 diputados para que un candidato a primer ministro sea elegido o ratificado. En caso contrario, el presidente deberá asignar la formación del Gabinete a otro candidato.
Por todo esto, cuando los ciudadanos iraquíes eligen a sus diputados al Consejo de Representantes están eligiendo de manera indirecta al Presidente de la República, al primer ministro y al resto del Gobierno; y como en toda democracia parlamentaria, el líder de cada partido político o coalición política que presenta una lista de candidatos a diputados se juega en las elecciones legislativas o parlamentarias la posibilidad de ser elegido primer ministro.
El Consejo de Representantes tiene también el poder de destituir al primer ministro y a todos o algunos de los Ministros, mediante un voto de censura; para que el voto de censura sea de obligatorio cumplimiento y cause la destitución del primer ministro y su Gobierno, debe ser apoyado por los votos de la mayoría absoluta (mitad más uno) de los diputados del Consejo.
El Consejo de Representantes ejerce el Poder Legislativo del país; y por eso discute, aprueba y sanciona todas las Leyes Federales (leyes nacionales que rigen para todo el país) y luego las envía al Presidente de la República para que éste cumpla la formalidad de promulgarlas y así entren en vigencia.
Un proyecto de ley puede ser propuesto al Consejo de Representantes por el presidente de la República, por el primer ministro, por un Comité especializado del mismo Consejo o por un mínimo de diez diputados del Consejo.
Los tratados internacionales firmados por el Gobierno tienen que ser ratificados en el Consejo de Representantes por una mayoría de al menos dos tercios de los diputados para que puedan entrar en vigor y obligar a Irak a cumplirlos.
El Consejo de Representantes debe aprobar o rechazar el proyecto de Ley del Presupuesto General de la Nación previamente elaborado por el Gabinete presidido por el primer ministro; el Consejo de Representantes tiene el derecho de reorganizar el presupuesto entre sus diferentes partidas, reducir su cantidad total de dinero y, cuando ello sea necesario, puede proponer al Gabinete aumentar los gastos generales. 
El Consejo de Representantes debe ratificar o rechazar los nombramientos de los magistrados de la Corte Federal de Casación de Irak, del fiscal general de la República y del Jefe del Departamento de Inspección Judicial propuestos por el Consejo Judicial Supremo. Para ser válida, la ratificación debe ser hecha por al menos la mayoría absoluta de los diputados del Consejo. 
También tiene el Consejo el poder de rechazar o ratificar los nombramientos de los embajadores de Irak ante otros países y organismos internacionales, realizados por el Gobierno.
De la misma manera, el jefe de Estado Mayor de las Fuerzas Armadas (el militar de mayor rango en las Fuerzas Armadas iraquíes), sus lugartenientes y los Jefes de Divisiones tienen que ser ratificados o aprobados por el Consejo de Representantes para que sus nombramientos sean válidos (luego de haber sido propuestos por el primer ministro y su Gabinete).
El Consejo de Representantes, por mayoría absoluta, puede relevar al Presidente de la República de su cargo sí previamente la Corte Federal Suprema lo ha hallado culpable en un juicio de Violación de la Constitución, o Violación de su juramento constitucional o de Traición a la Patria.
El Consejo de Representantes tiene el poder y la responsabilidad de aprobar o rechazar la declaración del estado de guerra y del estado de emergencia, luego de recibir una petición en ese sentido hecha conjuntamente por el presidente de la República y el primer ministro; la declaración debe ser aprobada por al menos dos tercios de los diputados para que sea considerada legalmente aprobada. En caso de que sea aprobada, el Consejo le dará al primer ministro los poderes extraordinarios que necesite para la situación de emergencia.
El Consejo de Representantes puede aprobar su propia disolución, sí la mayoría absoluta (al menos la mitad más uno de los diputados) así lo decide. La disolución puede ser propuesta por al menos un tercio de los diputados o por el primer ministro con la aprobación del Presidente de la República. Efectuada la votación de la disolución y aprobada por la mayoría absoluta, el presidente de la República deberá convocar a elecciones adelantadas para elegir a un nuevo Consejo de Representantes; dichas elecciones deberán hacerse en un plazo no mayor a sesenta días contados a partir de la disolución del anterior Consejo. En este caso, el primer ministro y su Gabinete se consideran cesados en sus cargos y sólo permanecerán en ellos de manera temporal, encargándose de los asuntos corrientes; hasta que el nuevo Consejo proceda a elegir un Gobierno nuevo.
El Consejo de Representantes se reúne durante dos períodos de sesiones al año; sumando ambos períodos son en total ocho meses de sesiones al año. Sin embargo, el presidente de la República, el primer ministro, el presidente del propio Consejo o un grupo de no menos de 50 diputados del Consejo puede hacer que un período de sesiones se extienda o alargue treinta días más para así terminar los asuntos pendientes.
Cualquiera de las mismas autoridades o grupos (el presidente de la República, el primer ministro, el presidente del Consejo de Representantes o una cantidad no menor de 50 diputados del Consejo) puede también convocar al Consejo de Representantes a una sesión extraordinaria que será única y exclusivamente para discutir los asuntos que motivaron la convocatoria extraordinaria.
El 10 de agosto del 2008 el primer ministro Nuri al Maliki inauguró la nueva sede del Consejo de Representantes de Irak en el distrito de al-Alawi de Bagdad; la nueva sede fue la sede de la antigua Asamblea Nacional (el Parlamento de Irak en la época de Sadam Huseín). Hasta ahora el Consejo de Representantes celebraba sus sesiones en el Palacio de Conferencias de la Zona Verde de Bagdad; la nueva sede se encuentra fuera de dicha Zona Verde, lo que ha sido visto como una muestra de la mejora de la situación de seguridad del país en el último año.